# Palystes
Genre
Palystes est un genre d'araignées aranéomorphes de la famille des Sparassidae.

## Distribution
Les espèces de ce genre se rencontrent en Afrique subsaharienne et en Océanie.

## Liste des espèces
Selon World Spider Catalog (version 23.5, 10/11/2022) :
- Palystes ansiedippenaarae Croeser, 1996
- Palystes castaneus (Latreille, 1819)
- Palystes convexus Strand, 1907
- Palystes crawshayi Pocock, 1902
- Palystes ellioti Pocock, 1896
- Palystes fornasinii (Pavesi, 1881)
- Palystes hoehneli Simon, 1890
- Palystes johnstoni Pocock, 1896
- Palystes karooensis Croeser, 1996
- Palystes kreutzmanni Jäger & Kunz, 2010
- Palystes leppanae Pocock, 1902
- Palystes leroyorum Croeser, 1996
- Palystes lunatus Pocock, 1896
- Palystes martinfilmeri Croeser, 1996
- Palystes perornatus Pocock, 1900
- Palystes pinnotheres (Walckenaer, 1805)
- Palystes reticulatus Rainbow, 1899
- Palystes stilleri Croeser, 1996
- Palystes stuarti Croeser, 1996
- Palystes superciliosus L. Koch, 1875

## Systématique et taxinomie
Ce genre a été décrit par L. Koch en 1875.

## Publication originale
- L. Koch, 1875 : Die Arachniden Australiens. Nürnberg, vol. 1, p. 577-740 (texte intégral).